# La mujer de Lorenzo
La mujer de Lorenzo es una telenovela producida por el canal venezolano, Venevisión en conjunto con productora peruana Iguana Producciones.
Protagonizada por Adriana Louvier, Guillermo Pérez y con las participaciones antagónicas de Carolina Tejera, Yul Bürkle y Andrea Montenegro.

## Sinopsis
Ante los ojos de todo el mundo, Laurita Benavides (Carolina Tejera) y Lorenzo Valenzuela (Guillermo Pérez) son considerados como el matrimonio perfecto. Lorenzo es un hombre guapo, rico y bien educado que dirige su negocio propio: una famosísima casa de moda propia mientras Laurita es bonita y elegante: la mujer ideal para un hombre le gusta.
Sin embargo, la verdad es que Laurita se aburre con su matrimonio, y ella comienza un romance con Alex Zambrano (Yul Bürkle) un oportunista desvergonzado y atractivo que seduce a las mujeres ricas a través de su trabajo como entrenador personal. Laurita está convencida de que está enamorada de Alex, y ella toma la decisión de dejar a Lorenzo. Pero su abogado le recuerda que el acuerdo prenupcial firmado la dejará sin un centavo si presenta un divorcio. No está dispuesto a renunciar a la vida lujosa que está acostumbrada, idea un plan que consiste en que sea Lorenzo el primero en pedir el divorcio, y así le entregaría la mitad de los bienes voluntariamente asegurándose que se enamore de otra mujer. La candidata perfecta es Silvia Estévez (Adriana Louvier), la nueva asistente de Lorenzo, una mujer joven bonita, simple y dulce. A través de la ayuda de Giacomo Volicelli (José Luis Ruiz), su amigo diseñador, ella se hace amiga de Silvia y lentamente la transforma en el tipo de mujer que puede caer en amor con Lorenzo. 
Después de pasar tiempo juntos, Lorenzo y Silvia comienzan a nacer el amor entre ellos. Pero las cosas no son así de simple, ya que Silvia está enamorada de Alex, quien ha sido su novio durante años. Por otra parte, Isabela Frugone (Andrea Montenegro), ex prometida de Lorenzo llega del extranjero con la intención de apoderarse de la compañía de Lorenzo como un acto de venganza contra Lorenzo y Laurita. En el camino, Alex también se convierte en amante de Isabela. Con el tiempo, Silvia y Lorenzo finalmente se enamoran profundamente. Viendo que está a punto de perderlo todo, Laurita cambia de opinión y comienza su plan para recuperar el amor de Lorenzo. ¿Entre las tres mujeres quien ganará la final? 

## Elenco
- Adriana Louvier - Silvia Estévez
- Guillermo Pérez - Lorenzo Valenzuela
- Carolina Tejera - Laura "Laurita" Benavides de Valezuela
- Andrea Montenegro - Isabela Frugone
- Yul Bürkle - Alex Zambrano
- Milene Vásquez - Natalia "Nati"
- Camucha Negrete - Emperatriz Negrete
- Eduardo Cesti - Conan
- José Luis Ruiz - Giacomo Volicelli
- Leslie Stewart - Gloria Matos
- Xavier Pimentel - Conan García
- Oscar Beltrán - Antonio 'Toni' Bonicelli
- Ximena Díaz - Micaela 'Mimi' Zambrano
- Juan Martín Mercado - Orlando
- Elizabeth Córdoba - Antonia
- Javier Lobatón - Juanito
- María Fe Fuentes - Lisette
- Ricardo Fernández - José
- Jesús Delaveaux - Policía